# NGC 1128
NGC 1128 este o interacțiune de galaxii situată în constelația Balena. A fost descoperită în 8 octombrie 1886 de către Lewis A. Swift. Se află la o distanță de 99,32 de megaparseci de Pământ.